# Tapinoma emeryanum
Tapinoma emeryanum är en myrart som beskrevs av Kuznetsov-ugamsky 1927. Tapinoma emeryanum ingår i släktet Tapinoma och familjen myror.

## Underarter
Arten delas in i följande underarter:
- T. e. dagestanicum
- T. e. emeryanum